# Henrik Barruk
Lars Henrik Andreas Barruk, född 26 februari 1961 i Västerås, är en samisk språkkonsult och lärare, uppmärksammad för sitt arbete med umesamisk språkrevitalisering och dokumentation.

## Biografi
Barruk är en av få umesamiska talare, och har hållit kurser i språket vid Umeå universitet. Han ingick även i en arbetsgrupp tillsatt av Samiskt parlamentariskt råd och utvecklade en umesamisk ortografi tillsammans med språkvetarna Ole Henrik Magga, Pekka Sammallahti och Olavi Korhonen. Barruk har även tillsammans med äldre umesamiska talare arbetat med en umesamisk ordbok bestående av 4 300 ord. 2008 tilldelades han Umeå sameförenings hederspris och Gollegiellapriset för sitt arbete, och 2018 tilldelades han även Språkrådets minoritetsspråkspris för sina insatser för att rädda umesamiskan. Barruk är far till musikern Katarina Barruk som skriver musik på umesamiska och arbetar som lärare i umesamiska språkbad.